# Édouard Depreux
Édouard Gustave Depreux (31 de Outubro de 1898 – 16 de Outubro de 1981) foi um jornalista socialista Francês, ensaísta, e político da Quarta República Francesa; nasceu em Viesly (departamento de Nord) e morreu em Paris.

## Biografia
Nascido em Viesly, em 1913 Depreux mudou-se com sua família para Sceaux (Hauts-de-Seine). Depreux participou da Primeira Guerra Mundial, sendo ferido por gás e posteriormente agraciado com a  Croix de Guerre.
Aos 20 anos Depreux começa a participar da Section Française de l'Internationale Ouvrière (SFIO, Seção Francesa da Internacional Operária) dirigida por Léon Blum, influenciado pelas idéias de Jean Jaurès e Jean Longuet; ele estudou Filosofia, Direito, e Humanidades, antes de se tornar advogado.
Foi eleito membro da comuna de Sceaux em 1935, e logo após membro do Conselho do departamento de  Sena (1938-1941).
Juntou-se a Resistência Francesa na luta contra a Ocupação da França pela Alemanha nazista, e ocupando uma posição de alto escalão no comitê executivo do SFIO, sendo o editor do jornal ilegal Le Populaire. Após a  libertação de Paris, Depreux tornou-se prefeito de Sceaux (cargo que manteria até 1959), e membro da Assemblée Consultative Provisoire (órgão que serviu como legislativo da França antes da criação do quarta República), sendo depois eleito para o parlamento francês em sucessivos mandatos entre 1946 e 1958.

## Como Ministro e líder do PSU
Depreux foi Ministro do Interior da França entre 24 de Junho de 1946 e 24 de novembro de 1947 (nas gestões de Georges Bidault, Léon Blum e Paul Ramadier), impôs o Estatuto Orgânico da Argélia, que deu uma certa autonomia para a Argélia, então colônia francesa. Em 1947, revelou a existência de um acordo secreto de contra-informação norte-americano na França com o codinome Plan Bleu  com o objetivo de derrubar o governo socialista.
Depreux foi ministro da Educação no primeiro gabinete de Robert Schuman (de fevereiro a julho de 1948). Hostil ao plano proposto por René Pleven de uma Comunidade Europeia de Defesa, e crítico do colonialismo acomodado pelo SFIO, Depreux no entanto liderou o Partido na Assembléia Nacional Francesa em duas ocasiões.
Ao mesmo tempo, se tornou adversário de Charles de Gaulle e do gaullismo, e declarou sua insatisfação com a proclamação da Quinta República. Édouard Depreux deixou o SFIO para criar o novo Parti Socialiste Autonome (PSA, Partido Socialista Autônomo), e depois ao ao Parti Socialiste Unifié (PSU, Partido Socialista Unificado, criado a partir da fusão do PSA com outros grupos), sendo seu secretário nacional entre 1960 e 1967.